# 大西洋鞭冠鮟鱇
大西洋鞭冠鮟鱇為輻鰭魚綱鮟鱇目棘茄魚亞目鞭冠鮟鱇科的其中一種，為深海魚類，分布於大西洋海域，棲息深度330-1950公尺，體長可達19公分，生活習性不明，不具經濟價值。

## 扩展阅读
維基物種上的相關：大西洋鞭冠鮟鱇